# Anpassung an die globale Erwärmung
Die Anpassung an die globale Erwärmung hat das Ziel, sich mit den aufgrund der globalen Erwärmung bereits eingetretenen Änderungen des Klimas zu arrangieren und auf zu erwartende Änderungen so einzustellen, dass zukünftige Schäden so weit wie möglich vermieden werden können oder auch Chancen, wo sie entstehen, genutzt werden. Die Anpassung kann „entweder reaktiv oder proaktiv (vorsorgend) erfolgen und betrifft sowohl soziale als auch natürliche Systeme“. Man spricht auch von der Anpassung (oder Adaptation) an den Klimawandel oder kurz von Klimaanpassung. Ziel dieser Anpassung ist eine Verbesserung der Klimaresilienz.
Der Intergovernmental Panel on Climate Change (IPCC) definiert Anpassung an den Klimawandel als „Initiativen und Maßnahmen, um die Empfindlichkeit natürlicher und menschlicher Systeme gegenüber tatsächlichen oder erwarteten Auswirkungen der Klimaänderung zu verringern“. Die Anpassungsfähigkeit („adaptive capacity“) eines Landes oder einer Gesellschaft hängt von verschiedensten Parametern ab, beispielsweise vom Entwicklungsstand und der ökonomischen Leistungsfähigkeit, vom Wissen über die zu erwartenden Auswirkungen des Klimawandels etc.
Anpassung an die globale Erwärmung ist nicht unbegrenzt möglich: Es existieren Grenzen der Anpassung an eine zukünftige Temperaturerhöhung, die für manche menschliche und ökologische Systeme bereits bei 1,5 Grad Erderwärmung erreicht werden. Mit einer größeren Temperaturerhöhung sinkt die Anpassungsfähigkeit weiter ab.

## Anpassungsmaßnahmen allgemein
Die IPCC-Wissenschaftler weisen darauf hin, dass die Palette potenzieller Anpassungsmaßnahmen sehr umfangreich ist; sie reicht von rein technologischen Maßnahmen (z. B. Küstenschutz) über Verhaltensänderungen (z. B. Ernährungsverhalten, Wahl der Urlaubsziele) und betriebswirtschaftlichen Entscheidungen (z. B. veränderte Landbewirtschaftung) bis zu politischen Entscheidungen (z. B. Planungsvorschriften). Sie können durch private oder öffentliche Akteure ergriffen werden und autonom oder geplant umgesetzt werden. Die angemessene Umsetzung von Anpassungsmaßnahmen erfordert entsprechende Kenntnisse. Es stünden jedoch noch enorme ökologische, ökonomische, informationelle, soziale, bewusstseins- und verhaltensbezogene Barrieren der Umsetzung von Anpassungsmaßnahmen entgegen. Angesichts der Tatsache, dass der Klimawandel sich auf viele Sektoren einer Volkswirtschaft auswirkt, ist die Integration von Anpassung z. B. in nationale Entwicklungspläne, Armutsbekämpfungsstrategien oder sektorale Planungsprozesse eine zentrale Herausforderung.

## Anpassungsfähigkeit
Der IPCC versteht unter Anpassungsfähigkeit („adaptive capacity“) die „Gesamtheit der Fähigkeiten, Ressourcen und Institutionen eines Landes oder einer Region, um wirksame Anpassungsmaßnahmen umzusetzen“. Sie ist von unterschiedlichsten Faktoren abhängig, wie dem Wohlstand, der verfügbaren Technologie, der Bildungsqualität, der Infrastruktur, Managementfähigkeiten oder dem Zugang zu Wissen.
Die Anpassungsfähigkeit ist begrenzt. Der IPCC unterscheidet in seinem 2022 erschienenen Sechsten Sachstandsbericht zwischen harten und weichen Grenzen der Anpassungsfähigkeit. Harte Grenzen der Anpassungsfähigkeit sind definiert als Grenzen, bei denen bestehende Anpassungsmaßnahmen wirkungslos werden und auch keine weiteren Optionen zur Anpassung mehr existieren. Bei ihnen handelt es sich z. B. um evolutionär bedingte Grenzen, die bei Überschreiten ein lokales oder auch generelles Aussterben von Arten zur Folge haben. Weiche Grenzen sind z. B. unzureichende finanzielle Möglichkeiten zur Umsetzung von Anpassungsoptionen. In manchen Ökosystemen wurden bereits harte Grenzen erreicht, weitere werden mit zunehmender Erwärmung erreicht. Noch bei weniger als 1,5 °C Erwärmung werden mit großer Sicherheit verschiedene Arten und Ökosystemen an Land und im Wasser an harte Grenzen ihrer Anpassungsfähigkeit stoßen, wodurch es zum Aussterben von Arten, zur Destabilisierung von Ökosystemen und zu einem daraus resultierenden Verlust von Lebensgrundlagen kommen wird. Ein Beispiel für Ökosysteme, bei denen bereits das Überschreiten dieser harten Grenzen der Anpassungsfähigkeit beobachtet wurde, sind tropische Korallenriffe, bei denen es lokal bereits zu irreversiblen Verlusten kam. Ebenfalls beobachtet wurden bereits große lokale Populationsrückgänge, die sich bereits auf menschliche Nahrungsketten und Lebensgrundlagen ausgewirkt haben. Von weichen Grenzen sind derzeit insbesondere Personen, Haushalte, Städte und Siedlungen an Küsten sowie Kleinbauern betroffen. Mit steigendem Meeresspiegel und immer stärker werdenden Extremwetterereignissen stehen an Küsten gelegene menschliche Siedlungen zunehmend unter finanziellen, institutionellen und sozioökonomischen Zwangslagen und vor kurzfristig zu realisierenden Anpassungsmaßnahmen, wodurch z. B. die Wirksamkeit von Küstenschutzmaßnahmen zurückgeht und es zu höherer Sterblichkeit und ökonomischen Verlusten kommt. Der IPCC prognostiziert, dass ab 1,5 °C Küstensiedlungen, die auf naturbasierten Küstenschutz angewiesen sind, an harte Grenzen der Anpassungsfähigkeit stoßen. Auch die weichen und harten Grenzen der Anpassung an die Risiken von Hitzestress, Hitzetod und eingeschränkte Kapazitäten für die Arbeit im Freien für den Menschen nehmen ab 1,5 °C Erwärmung deutlich zu, gerade in warmen Regionen. Ab 3 °C werden zudem harte Grenzen für wasserwirtschaftliche Maßnahmen projiziert, die zu einer verminderten Wasserqualität und -verfügbarkeit führen und negative Auswirkungen auf Gesundheit und Wohlbefinden haben werden. Ebenfalls wird es zu wirtschaftlichen Verlusten in wasser- und energieabhängigen Sektoren und einer möglichen Migration von Siedlungen kommen. Eng mit der Verfügbarkeit von Wasser hängt zudem die Ernte von landwirtschaftlichen Produkten wie Getreide zusammen, die ebenfalls harten und weichen Grenzen der Anpassung unterliegt.

## Anpassung und Vulnerabilität
Insgesamt wird die Fähigkeit zur Anpassung stark durch die Vulnerabilität geprägt. Dabei spielen sozio-ökonomische Faktoren eine zentrale Rolle. Das Ausmaß der Vulnerabilität wird unter den drei folgenden Gesichtspunkten betrachtet:
- die Exposition (wie stark die Klimaveränderungen in einem Land ausfallen),
- die Empfindlichkeit (welche Konsequenzen der Wandel hat) und schließlich
- die Anpassungsfähigkeit (die Möglichkeiten, sich auf Veränderungen einzustellen und sich vor negativen Folgen zu schützen).

Der IPCC zählt zu den Ländern und Regionen, die sich durch eine besonders hohe Vulnerabilität auszeichnen, insbesondere die am wenigsten entwickelten Entwicklungsländer, die sogenannten Least Developed Countries (LDCs). Anders als die meisten Industrieländer, die in gemäßigten klimatischen Zonen liegen, sind die meisten Entwicklungsländer aufgrund ihrer geografischen Lage stark exponiert. In den Tropen und Subtropen kommen Extremwetterlagen wie Wirbelstürme oder Dürren häufiger vor und fallen stärker aus. Viele Entwicklungsländer sind zudem besonders empfindlich, weil die wetterabhängige Landwirtschaft ihre Ökonomien prägt. Erschwerend kommt hinzu, dass ein großer Teil der Bevölkerung von Subsistenzlandwirtschaft lebt. Auch um die Anpassungskapazitäten ist es in Entwicklungsländern typischerweise schlecht bestellt. Zum einen fehlt es an Geld für gezielte Maßnahmen, zum anderen herrscht oft Mangel an kompetentem Personal und handlungsfähigen Institutionen. Zur Unterstützung der LDCs wurden im Rahmen der Klimapolitik der Vereinten Nationen spezielle Förderprogramme vereinbart (s. 5.).
Geleitet durch das Umweltbundesamt wurde vom Potsdam-Institut für Klimafolgenforschung 2005 erstmals eine bundesweite Vulnerabilitätsanalyse für Deutschland durchgeführt. Dabei wurden die Handlungsbereiche Wasser, Wintersporttourismus und Gesundheit als besonders verwundbar bewertet. Außerdem wurden die Regionen Südwestdeutschland (Oberrheingraben), die zentralen Gebiete Ostdeutschlands (Nordostdeutsches Tiefland, Südostdeutsche Becken und Hügel) und die Alpen als am stärksten verwundbar identifiziert, während die geringste Vulnerabilität für die deutschen Mittelgebirge und Nordwestdeutschland gesehen wurde.
Im Rahmen des durch das Umweltbundesamt (KomPass) geleiteten Forschungsvorhabens „Netzwerk Vulnerabilität“ wurde zwischen 2011 und 2015 eine aktuelle deutschlandweite Vulnerabilitätsanalyse erarbeitet. Der Schlussbericht wurde der Öffentlichkeit am 24. November 2015 vorgestellt.
Außerdem liegen Vulnerabilitätsanalysen für einzelne Bundesländer und Regionen sowie für einzelne Handlungsfelder wie beispielsweise Gesundheit vor.

## Regionale Vulnerabilität
In folgenden Regionen ist die Verletzlichkeit laut IPCC besonders hoch:
- in ganz Afrika wegen der erwarteten starken Klimafolgen und der geringen Anpassungskapazität,
- in den kleinen Inselstaaten, welche der Anstieg des Meeresspiegels in ihrer Existenz bedroht, und
- in den Großdeltaregionen und Küstenregionen in Asien und Afrika mit hohen Bevölkerungsdichten, die regelmäßig Überschwemmungen und Stürmen ausgesetzt sind,
- in der Arktis, aufgrund der Auswirkungen durch die besonders hohe Erwärmungsrate (siehe Polare Verstärkung).[9]

Das heißt nicht, dass nicht auch auf die Industrieländer potenziell massive Veränderungen zukommen können, dies aber tendenziell eher bei einem Temperaturanstieg, der deutlich vorher negative Auswirkungen in den Entwicklungsländern mit sich bringt.

## Anpassung in der UN-Klimapolitik
Ein zentraler politischer Rahmen für die internationale Klimadebatte ist die im Jahr 1992 verabschiedete Klimarahmenkonvention (UNFCCC), die mittlerweile von 192 Staaten ratifiziert worden ist. Dort wird bereits Bezug auf das Thema Anpassung genommen, wenngleich damals der Fokus noch stärker auf der Vermeidung eines gefährlichen Klimawandels lag (Artikel 2 der UNFCCC). Spätestens mit dem 3. Sachstandsbericht des IPCC, der 2001 veröffentlicht wurde, hat die Notwendigkeit der Anpassung und das Verständnis dafür deutlich zugenommen.
Die Klimarahmenkonvention nimmt in den Artikeln 2 und 4 (4.1(b,e,f), 4.8 und 4.9) Bezug zu Anpassung. Im Kyoto-Protokoll, das 1997 vereinbart wurde und 2005 in Kraft trat, nimmt Anpassung zwar nur eine geringe Rolle ein, doch wurde dort grundsätzlich der Beschluss zur Einrichtung eines speziellen UN-Anpassungsfonds („Adaptation Fund“) gefasst, um die besonders betroffenen Entwicklungsländer bei der Finanzierung von Anpassung zu unterstützen. Der Bali-Aktionsplan (Fahrplan von Bali), 2007 in Bali verabschiedet, behandelt erstmals Anpassung mit einem gleichen Gewicht wie die Vermeidung von Emissionen, und diente als Rahmen für die anschließenden Verhandlungen zu einem neuen, umfassenden internationalen Klimaabkommen.
Insbesondere aus Sicht der wissenschaftlichen Unterstützung für Regierungen war das 2006 beschlossene Nairobi-Arbeitsprogramm zu Auswirkungen, Anpassung und Vulnerabilität ein wichtiger Schritt; bereits auf dem UN-Klimagipfel 2001 in Marrakesch wurden Leitlinien für LDCs zur Erarbeitung von nationalen Aktionsprogrammen zur Anpassung (NAPAs) verabschiedet, welche die Ausgangssituation des jeweiligen Landes, die Folgen und die regionalen Auswirkungen des Klimawandels auf das Land, dessen Schadensanfälligkeit und mögliche Anpassungsstrategien erläutern sowie die kurzfristig notwendigsten Projekte identifizieren sollten – bis Mai 2009 lagen beim Sekretariat der Klimarahmenkonvention 40 von einzelnen Ländern entwickelte NAPAs vor.

## Anpassung als Argumentationsmuster von Klimaschutzgegnern
Die Forderung, sich einfach an die globale Erwärmung anzupassen, statt vorbeugend Klimaschutz zu betreiben, zählt zu bekannten Argumentationsmustern von Klimawandelskeptikern und -leugnern bzw. von Gegnern von effektiven Maßnahmen des Klimaschutzes. Hierbei handelt es sich um eine vergleichsweise neue Strategie, die seit mindestens Mitte/Ende der 2000er Jahre angewandt wird. Bei ihr bestreiten die Protagonisten zwar nicht die Existenz oder die menschliche Ursache des Klimawandels. Stattdessen argumentieren sie, dass es aus politischen, sozialen oder biophysikalischen Gründen zu spät sei, um die globale Erwärmung zu stoppen. Personen, die auf diesen PR-Trick setzen, stellen sich dabei zunächst als vernünftige Interpreten der wissenschaftlichen Erkenntnisse dar, argumentieren dann aber, dass wir uns an die Erwärmung anpassen sollten, dass die Erwärmung möglicherweise sogar positiv sei oder dass Klimaschutzmaßnahmen und wirtschaftliche Entwicklung ausgeglichen werden müssten. Vertreter dieser Art der Leugnung wie Björn Lomborg argumentieren z. B., dass es wichtigere Ziele als die Bekämpfung der globalen Erwärmung gäbe, so z. B. die Bekämpfung von Armut, HIV oder Malaria und die Welt besser dran wäre, wenn Gelder statt für Klimaschutz für diese Maßnahmen eingesetzt würde. Dabei verschweigen sie aber bewusst, dass z. B. Armut und Malaria durch den Klimawandel noch weiter verschärft werden.
Tatsächlich sind die Anpassungsmöglichkeiten an die globale Erwärmung begrenzt. Zwar ist es notwendig, sich an die bereits erfolgte Erwärmung anzupassen. So verfügen Ökosysteme z. B. nur bis ca. 2 Grad über nennenswerte Anpassungsfähigkeiten; bei einem deutlich höheren Temperaturanstieg würden sie kollabieren und viele Spezies aussterben. Zudem halten es Klimaforscher wie James E. Hansen für wahnwitzig, dass die menschliche Zivilisation in der Lage wäre, sich vernünftig an einen mehrere Meter steigenden Meeresspiegel anzupassen, der die Überflutung vieler Großstädte weltweit zur Folge hätte. Zudem besteht die Gefahr, dass durch reine Anpassungsstrategien Kippelemente im Erdsystem ausgelöst werden, die möglicherweise einen galoppierenden Klimawandel (siehe auch Diskussion der Möglichkeit eines galoppierenden Treibhauseffekts auf der Erde) zur Folge hätten. Auch ist die Behauptung hochgradig irreführend, dass Anpassungsstrategien an den menschengemachten Klimawandel einfacher oder günstiger seien als vorbeugende Klimaschutzmaßnahmen. Dies gilt insbesondere vor dem Hintergrund, dass derzeit noch gar nicht absehbar ist, welche Arten der Anpassung überhaupt benötigt würden.
In Deutschland argumentiert z. B. der Berliner Kreis in der Union nach diesem Muster.

## Europäische Strategie zur Anpassung an den Klimawandel
Die Europäische Union hat 2009 das Weißbuch „Anpassung an den Klimawandel: Ein europäischer Aktionsrahmen“ veröffentlicht. Daraus ging unter anderen die Internetplattform Climate-ADAPT hervor, die dazu dient, den europaweiten Informationsaustausch über Anpassungsmaßnahmen zu verbessern.
Am 16. April 2013 wurde von der EU-Kommission eine EU-Strategie zur Anpassung an den Klimawandel vorgestellt. Sie verfolgt drei Ziele: die Förderung von Anpassungsmaßnahmen in den Mitgliedsländern, die Verbreiterung der Wissensbasis über den Klimawandel zur fundierten Entscheidungsfindung und die Integration von Anpassungsbedürfnissen in EU-Politikfelder wie der Gemeinsamen Agrarpolitik.

### Nationale Strategien und Maßnahmen zur Anpassung an den Klimawandel

#### Deutschland
In Deutschland bildet die 2008 beschlossene Deutsche Anpassungsstrategie an den Klimawandel (DAS) den politischen Rahmen für die Klimaanpassung. Ziel ist es, die Verwundbarkeit (Vulnerabilität) von Wirtschaft, Umwelt und Gesellschaft gegenüber den Folgen des Klimawandels zu reduzieren und die Anpassungsfähigkeit natürlicher, gesellschaftlicher und ökonomischer Systeme zu erhalten oder zu steigern. Für 15 Handlungsfelder werden mögliche Folgen des Klimawandels und Handlungsoptionen vorgestellt.
Mit dem im Jahr 2011 verabschiedeten Aktionsplan Anpassung der Deutschen Anpassungsstrategie an den Klimawandel (APA-DAS) hat die Bundesregierung konkrete Aktivitäten beschrieben.
Sowohl in der Anpassungsstrategie als auch im Aktionsplan sind eine regelmäßige Evaluierung und Fortschreibung festgeschrieben. Dieser Prozess wird vom Kompetenzzentrum Klimafolgen und Anpassung im Umweltbundesamt (KomPass) unterstützt.
Im Jahr 2015 wurde der Monitoringbericht zur Deutschen Anpassungsstrategie und der Fortschrittsbericht zur Deutschen Anpassungsstrategie an den Klimawandel veröffentlicht, der u. a. den Aktionsplan Anpassung (APA II) enthält. Der Monitoringbericht soll regelmäßig alle vier Jahre erscheinen.
Im Zweiten Fortschrittsbericht zur Deutschen Anpassungsstrategie an den Klimawandel vom 21. Oktober 2020 wird auf folgende Klimawirkungen besonders Bezug genommen:
- ansteigende Hitzebelastung
- sinkende Grundwasserspiegel
- Schäden durch Starkregen
- Hochwasser und Flussüberschwemmungen
- Meeresspiegelanstieg und Sturmflutgefahr
- Veränderung der Artenzusammensetzung

Diese Problemfelder werden im Anhang in zahlreiche Unterpunkte differenziert, der aktuelle Zustand und die Zukunftsprojektion aufgeführt, sowie die Dringlichkeit des Handlungsbedarfs bewertet.
Das Umweltbundesamt (UBA) schreibt seit 2016 den Wettbewerb Blauer Kompass aus und prämiert sogenannte „Anpassungspioniere“. Die von den Bewerbern präsentierten Anpassungslösungen werden anhand Wirksamkeit, finanzieller Tragbarkeit, Nachhaltigkeit, positiven Nebeneffekten, Flexibilität und Robustheit von einer Expertenjury bewertet.
Das Bundesministerium für Umwelt, Naturschutz, Bau und Reaktorsicherheit (BMUB) fördert Projekte von Kommunen, Unternehmen, Verbänden, Vereinen, Hochschulen, Forschungseinrichtungen und Stiftungen zur Anpassung an Folgen des Klimawandels. Mit dem Förderprojekt sollen Multiplikatoren gewonnen werden, die als Vorbild wirken.
Das Climate Service Center Germany bietet hier auf der Grundlage umfangreicher Datenbanken und eigener Erhebungen für unterschiedlichste Nachfragende verschiedene Szenarien als Grundlage für Planungen an.
Den Klimaschutz und die Anpassung an den Klimawandel schreibt das deutsche Baugesetzbuch (BauGB) an mehreren Stellen vor, so in den Planungsleitsätzen (§ 1 Absatz 5 Satz 2 BauGB), beim Stadtumbau (§ 171a BauGB) und bei der städtebaulichen Sanierung (§ 136 BauGB).
Forschungsprojekte in den Bereichen Landwirtschaft, Forstwirtschaft und Gartenbau beschäftigen sich mit der Frage, inwieweit es möglich ist, klimagestresste Pflanzen durch solche zu ersetzen, die aus anderen Klimazonen stammen und besser an künftige Temperatur- und Feuchtigkeitsverhältnisse angepasst sind. Ein Beispiel hierfür ist das Arboretum Neuenkoop, in dem getestet wird, welche subtropischen Pflanzen im 21. Jahrhundert nordwestdeutsche Winter im Freien überleben.
Die forstlichen Landesanstalten forschen zu der Frage, wie die Wälder mit den Anforderungen der klimatischen Veränderungen in Zukunft zurechtkommen. Besonderes Augenmerk wird dabei auf die Auswahl der Baumarten und die Art der Bewirtschaftung gerichtet. Aufgrund der für das Artenspektrum weniger günstigen nacheiszeitlichen Geschichte des Waldes in Mitteleuropa vermuten einige Forstwissenschaftler, dass bei einer schnellen und hohen Temperaturänderung die heimischen Baumarten nicht ausreichen könnten, um einen gesunden Wald zu erhalten. Sie empfehlen daher auch den Anbau nicht invasiver fremdländischer Baumarten mit entsprechenden Eigenschaften. Von Seiten des Naturschutzes wird dies jedoch bislang eindeutig abgelehnt.
Am 16. November 2023 beschloss der Bundestag mit der Mehrheit von SPD, Bündnis 90/Die Grünen und FDP gegen die Stimmen von CDU/CSU und AfD bei Enthaltung der Fraktion Die Linke das Bundesklimaanpassungsgesetz (KAnG). Der Umweltausschuss hatte den von der Regierung vorgelegten Gesetzentwurf zuvor in mehreren Punkten geändert. Das Rahmengesetz verpflichtet den Bund, die Länder und die Kommunen zur Erarbeitung von verbindlichen Klimaanpassungsstrategien und -konzepten. Die Strategie soll alle vier Jahre „unter Berücksichtigung neuer wissenschaftlicher Erkenntnisse“ fortgeschrieben werden und messbare Ziele und Indikatoren für die Zielerreichung enthalten. Die Ziele sind auf Bundesebene mit geeigneten Maßnahmen zu unterlegen. Des Weiteren soll die Bundesstrategie Empfehlungen für Maßnahmen der Länder sowie eine Pflicht zum Monitoring enthalten.
Der Bundesrat entschied am 15. Dezember 2023, nicht den Vermittlungsausschuss anzurufen, fasste aber eine Entschließung zur Mitfinanzierung der darin enthaltenen Maßnahmen durch den Bund. Damit kann das Gesetz noch 2023 im Bundesgesetzblatt verkündet und Mitte 2024 in Kraft treten.
Verschiedene Beispiele für Maßnahmen zur Anpassung an den Klimawandel in Deutschland werden in der Datenbank des Kompetenzzentrums Klimafolgen und Anpassung (KomPass) im Umweltbundesamt Deutschland dokumentiert.
Vielfach wird dabei in Fachkreisen von „guter Praxis der Anpassung an den Klimawandel“ gesprochen. Obwohl bereits eine Vielzahl von Publikationen in Form von wissenschaftlichen Artikeln, praktischen Handbüchern und Leitlinien für „gute Anpassungspraxis“ existiert, wird das Konzept oft diffus und unspezifisch verwendet. Vor diesem Hintergrund hat das Umweltbundesamt im Jahr 2015 eine Studie in Auftrag gegeben, die über 30 in der Fachliteratur erwähnte Kriterien zur Bewertung guter Anpassungspraxis systematisiert und zu einem neuen Set von insgesamt sechs Kriterien verdichtet.
Beispiele für bereits vorhandene Anpassungsmaßnahmen (Stand 2015) können laut Umweltbundesamt sein:
- Entwicklung von Geo-Informationssystemen: Beispiel ist das Geo-Informationssystem „ZÜRS Geo“ des Gesamtverbands der Deutschen Versicherungswirtschaft zur Risikobewertung von Hochwassergefahren.
- Drainage- und Versickerungssysteme: Ein Pilotprojekt in Herne, das ein Drainage-Versickerungssystem entwickelt, um Überflutungen vorzubeugen.
- Renaturierung von Flüssen und Bachläufen: Die Renaturierung der Ruhr in Arnsberg als Maßnahme zur Anpassung an die Klimawandel-Folgen. Ziel ist es, Überschwemmungen bei Starkregen zu verhindern, beispielsweise durch die Renaturierung von vier Bachläufen am Rande einer Verwaltungsstadt.
- Versicherungen gegen Elementarschäden: Organisationen sichern sich gegen Extremwetterereignisse ab, indem sie flexible Versicherungspakete nutzen.
- Dachbegrünung: Kommunale Förderprogramme zur Unterstützung privater Dachbegrünungen tragen zu einem gesunden Stadtklima bei.
- Hitzeresistente Baustoffe: Verwendung von hitzebeständigem Asphalt mit pflanzlichem Öl im Bitumenanteil bei der Erneuerung von Straßenbelägen.
- Alternative Kühlprozesse in der Industrie: Einführung alternativer Kühlprozesse in Chemiekonzernen, die weniger anfällig für sommerliche Pegelschwankungen von Fließgewässern sind.
- Partizipative Anpassungsstrategien: Einbeziehung von Stakeholdern wie Vertretern der Industrie- und Handelskammer bei der Erstellung von Anpassungsstrategien.
- Förderung lokaler Zulieferer: Reduzierung der Gefährdung durch Extremereignisse und Beitrag zum Klimaschutz durch kürzere Lieferwege.[39]

Auf Initiative des deutschen Bundesministeriums für Umwelt, Klimaschutz, Naturschutz und nukleare Sicherheit (BMUKN) wird seit 2021 vom Zentrum KlimaAnpassung eine Woche der Klimaanpassung (WdKA) durchgeführt. Sie soll der Klimaanpassung in Deutschland eine höhere Wahrnehmung verschaffen und entsprechende, nachahmenswerte Maßnahmen zeigen. Die WdKA 2025 soll vom 15. bis zum 19. September stattfinden; sie steht unter dem Motto #GemeinsamFürKlimaanpassung. Auch der Deutsche Städtetag ruft zur Teilnahme auf – hier kann man bundesweit entsprechende Aktionen melden und eintragen.

#### Österreich
In Österreich wurde die nationale Anpassungsstrategie an den Klimawandel seit September 2007 im Auftrag des Lebensministeriums erarbeitet und am 23. Oktober 2012 vom Ministerrat verabschiedet. Länder wie Bangladesch oder Kenia haben integrierte nationale Klimastrategien beschlossen, die sowohl Anpassung wie auch Emissionsvermeidung verknüpfen.

## Kritik an Umsetzung der Anpassung
Die Entwicklungshilfeorganisation Care International kritisiert, dass Klimahilfen an arme Länder schöngerechnet wurden. Seit offiziellem Beginn der Anpassung sei laut Care bei mehr als 100 Projekten die Gelder in Bauvorhaben geflossen, die nichts mit Klimaanpassung zu tun haben. Über 42 Prozent der bis 2020 gezahlten Gelder von Industrieländern an arme Länder – das sind laut Care rund 17 Milliarden US-Dollar in einer Spanne von fünf Jahren – seien nicht wie angegeben in Projekte zum Schutz vor den Folgen der Klimaanpassung geflossen.

## Trivia
In Australien kam es mit dem massiven Stimmungsumschwung in der Öffentlichkeit nach den historischen Buschbränden im Sommers 2019/2020 zu einer widerwilligen Akzeptanz der Klimabedrohung durch die Konservativen. In einer Sondersendung von 60 Minutes über die australischen Buschbrände räumte der ehemalige stellvertretende Premierminister und Vorsitzende der National Party, Barnaby Joyce, der sich zuvor sehr bemüht hatte, den Klimawandel zu leugnen, nicht nur ein, dass „das Klima sich ändert“, sondern auch, dass die Buschbrände eine Folge des Klimawandels seien. Der Klimawandelleugner und Kolumnist Andrew Bolt von der Murdoch-eigenen Herald Sun hat inzwischen die Realität des vom Menschen verursachten Klimawandels anerkannt. Trotz dieser widerwilligen Akzeptanz des Problems gab es keinen Willen in der australischen Regierung, etwas anderes zu tun, als ebenfalls „Anpassung“ und „Widerstandsfähigkeit“ zu fördern. Ein solches Framing stand im Mittelpunkt der Botschaften von Australiens Premierminister Scott Morrison. Bezogen auf die dramatischen Entwicklungen, die Australien in letzter Zeit erlebt, schien Morrison zu glauben, dass die Lösung einfach darin besteht, Resilienz für die Zukunft aufzubauen. Juice Media aus Melbourne fasste diese Politik (Resilience, Adaptation) in einer nachgemachten, satirischen Regierungsmitteilung zusammen mit „Gewöhnen Sie sich verdammt noch mal daran“. Die Meldung verbreitete sich im Februar 2020 rasant im Internet.

### Deutschland
- anpassung.net: Kompetenzzentrum Klimafolgen und Anpassung (KomPass) (Umweltbundesamt)
  - umweltbundesamt.de: Klimafolgen und Anpassung
- klimafakten.de (Infoportal der European Climate Foundation mit Hintergründen und Fakten zum Thema Klimawandel)
- klimascout.de (Wiki zur Anpassung an den Klimawandel für Kommunen und Bürger wie Bürgerinnen)
- Bundesinstitut für Bau-, Stadt- und Raumforschung, bbsr.bund.de: Bundesprogramm Anpassung urbaner Räume an den Klimawandel
- Bundesministerium für wirtschaftliche Zusammenarbeit und Entwicklung, bmz.de: KLIMAWANDEL UND ENTWICKLUNG – Anpassung an die Folgen des Klimawandels

### Österreich
- klimawandelanpassung.at: Klimawandel-Anpassung in Österreich (Umweltbundesamt Österreich)

### Schweiz
- bafu.admin.ch: Anpassung an den Klimawandel (Bundesamt für Umwelt Schweiz)